# Aniene

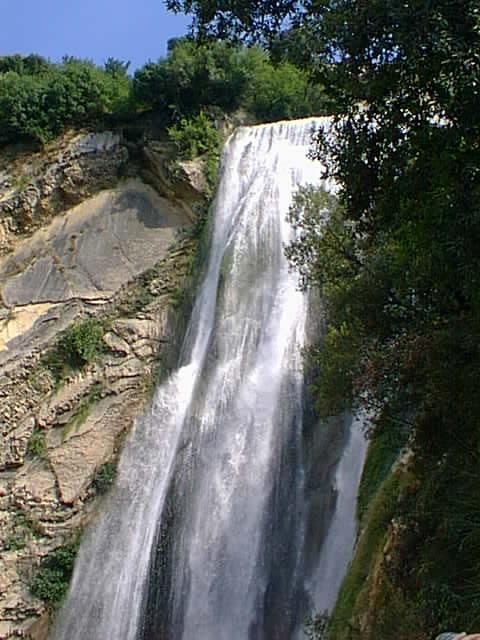
Die Tivoli-Fälle

Der Aniene (auch: Teverone, lateinisch Anio) ist ein linker Nebenfluss des Tiber, in den er im römischen Stadtteil Parioli mündet. Er fließt durch die Campagna Romana.
Er entspringt in den südlichen Simbruiner Bergen und ist 110 km lang. Bei Tivoli bildet er die berühmten Wasserfälle der Villa Gregoriana.
Der Anio war in der Antike Grenzfluss zwischen Latium und dem Land der Sabiner. Er speiste zwei nach Rom führende Aquädukte, den Anio Vetus (272 v. Chr. begonnen) und den Anio Novus (errichtet 38 n. Chr.).
Schon im 6. Jahrhundert v. Chr. existierte mit dem Pons Salarius eine römische Brücke über den Fluss, die als erste römische Steinbrücke gilt. Sie wurde vom Ostgotenkönig Totila zerstört und 569 n. Chr. wiederhergestellt.
Diese heute Ponte Salario genannte und eine andere römische Brücke über den Aniene, der Ponte Nomentano, waren bis ins 19. Jahrhundert wichtige Verkehrsverbindungen. Der Ponte Nomentano wird heute nicht mehr für den motorisierten Verkehr genutzt. Der Ponte Salario wurde dagegen in den 1930er Jahren erweitert und überführt weiterhin die Via Salaria über den Fluss. Auf der Höhe von Subiaco überspannt der mittelalterliche Ponte di San Francesco mit einer beachtlichen Spannweite von 37 m den Fluss.
Die römische Staumauer von Subiaco blieb bis zu ihrer Zerstörung 1305 mit geschätzten 50 m die höchste der Welt.